# Montfort-en-Chalosse
Montfort-en-Chalosse település Franciaországban, Landes megyében. Lakosainak száma 1223 fő (2022. január 1.). Montfort-en-Chalosse Baigts, Gamarde-les-Bains, Gibret, Nousse és Poyartin községekkel határos.

## Népesség
A település népességének változása:
| Lakosok száma | 1114 | 1031 | 1116 | 1159 | 1161 | 1190 | 1177 | 1183 | 1193 | 1223 |
|               | 1968 | 1982 | 1990 | 2006 | 2013 | 2015 | 2017 | 2019 | 2020 | 2022 |